# Teodor Poeta Epigràmatic
Teodor Poeta Epigramàtic, en llatí Theodorus Epigrammaticus Poeta, en grec antic Θεόδωρος ποιητὴς ἐπιγραμμάτων, fou un poeta epigramàtic grec esmentat per Diògenes Laerci, el qual malauradament no dona ni el seu origen ni el seu temps.
Suides i Eudòxia Macrembolitissa fan menció d'un Teodor poeta autor de diverses obres, i especialment una dirigida  Εἰς Κλεοπάτραν, Ad Cleopatram. Pòl·lux parla de Teodor de Colofó i diu que era poeta, però segurament no és el mateix. A l'Antologia grega dos curts epigrames són atribuïts a un Teodor procònsol (Θεοδώρου ἀνθυπάτου) que seria Teodor Il·lustre, potser el mateix que aquest Teodor Poeta.